# Waverley (hjulångare)
Waverley är en skotsk hjulångare som byggdes år 1947 åt 
London and North Eastern Railway. Hon är uppkallad efter Walter Scotts roman med samma namn och anses vara världens enda havsgående hjulångare. Skovelhjulen drivs av en trecylindrig trippelexpansionsmaskin från 
Rankin & Blackmore i Greenock och även ankarspel, styrmaskin och annan utrustning är ångdrivna.
Waverley trafikerade floden Clyde från 1947 till 1973 då hon såldes till Paddle Steamer Preservation Society, som lät återställa fartyget i originalskick. Den gamla ångpannan, som ursprungligen eldades med kol och från 1957 med olja, byttes ut och finns nu på Scottish Maritime Museum i Irvine.
Hjulångaren drivs idag av Waverley Steam Navigation Company och är upptagen i Storbritanniens National Historic Fleet. Hon har besökt stora delar av Storbritannien samt Irland och Nordirland och seglar sommartid på Clyde och gör utflykter med passagerare. År 2000 byttes den gamla ångpannan ut mot två nya som i sin tur byttes ut mot nya dieseleldade år 2020.

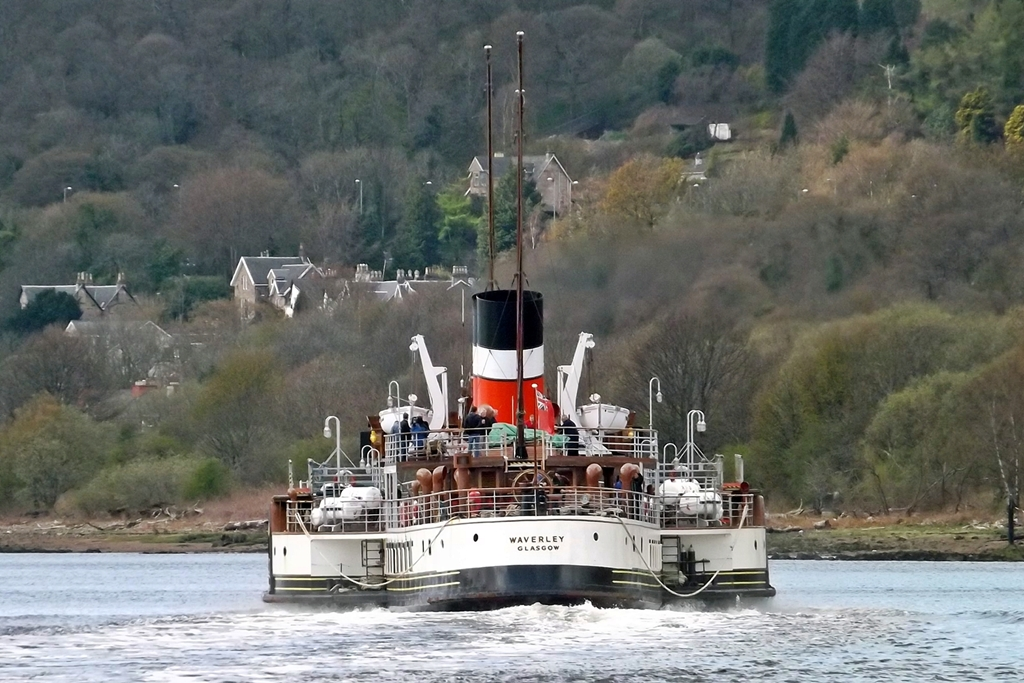
Waverley akterifrån.
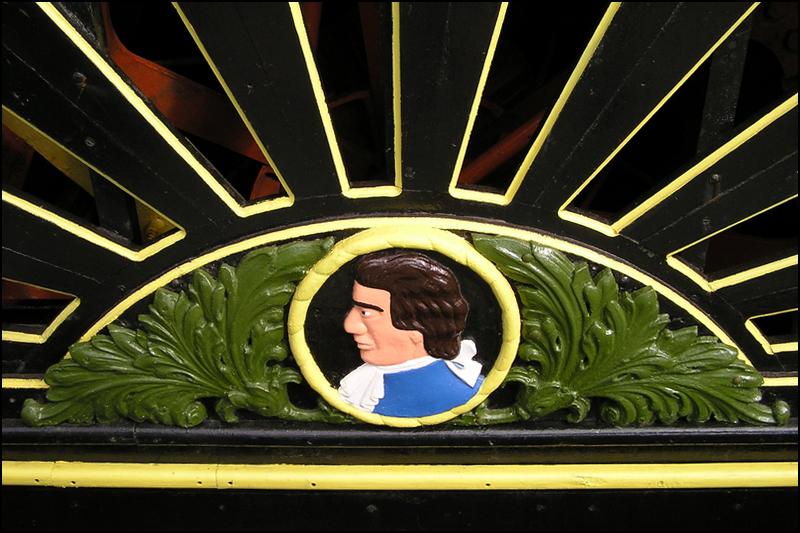
Detalj av skovelhjul.